# Andrés Vilaseca
Andrés Vilaseca (Montevideo, 8 de mayo de 1991) es un jugador uruguayo de rugby. Fue nombrado en el equipo de los Teros de Uruguay para la Copa Mundial de Rugby 2015, Copa Mundial de Rugby de 2019 y Copa Mundial de Rugby de 2023 

## Clubes
| Club             | País           | Año         | Juegos | puntos |
| ---------------- | -------------- | ----------- | ------ | ------ |
| Austin Gilgronis | Estados Unidos | 2019        | 9      | 39     |
| Peñarol          | Uruguay        | 2020 - 2022 |        |        |
| Vannes           | Francia        | 2022 - act  |        |        |

### Participaciones en selección nacional
| Competición                   | Sede               | Resultado    | PJ | Tries |
| ----------------------------- | ------------------ | ------------ | -- | ----- |
| Copa Mundial de Rugby 2015    | Inglaterra y Gales | Primera fase | 4  | 0     |
| Copa Mundial de Rugby de 2019 | Japón              | Primera fase | 4  | 1     |
| Copa Mundial de Rugby de 2023 | Francia            | Primera fase | 4  | 0     |